# Arkadiusz Godel
Arkadiusz Godel (* 4. února 1952 Lublin) je bývalý polský sportovní šermíř. Jeho zbraní byl fleret, šermoval pravou rukou, měřil 188 cm a vážil 83 kg.
V roce 1972 se stal v Madridu juniorským mistrem světa. Díky tomu byl nominován na mnichovskou olympiádu, kde s polským týmem fleretistů získal zlatou medaili, i když nastoupil pouze v utkání proti západnímu Německu, v němž nebodoval. Na mistrovství světa v šermu v roce 1973 získal v soutěži družstev bronzovou medaili a na LOH 1976 obsadil páté místo. V roce 1978 se stal mistrem světa, když byl jediným pamětníkem olympijského prvenství z Mnichova v týmu, který kromě něj tvořili Marian Sypniewski, Bogusław Zych, Adam Robak a Leszek Martewicz.
Začínal v klubu AZS UMCS Lublin, kde ho objevil trenér Andrzej Gottner. Pak přesídlil do Varšavy a nastupoval za tamní kluby Marymont, Legia a AZS. Stal se dvakrát mistrem Polska ve fleretu jednotlivců (1973 a 1978) a šestkrát ve fleretu družstev (1974, 1975, 1976, 1982, 1984 a 1985). Vystudoval práva na Varšavské univerzitě. Po ukončení sportovní kariéry pracoval jako advokát v newyorské čtvrti Greenpoint, kde žije početná komunita Poláků.